# Малечковичі
Малéчковичі — село в Україні, у Львівському районі Львівської області, належить до Солонківської ОТГ. Населення становить тисячу осіб. Село розташоване в місці впадання річки Малечковича в озеро Наварія, за 5 кілометрів на південь від Львова.

## Історія
У податковому реєстрі 1515 року в селі документується 3 лани (близько 75 га) оброблюваної землі.

У 2017 році село було включене до складу Солонківської ОТГ.

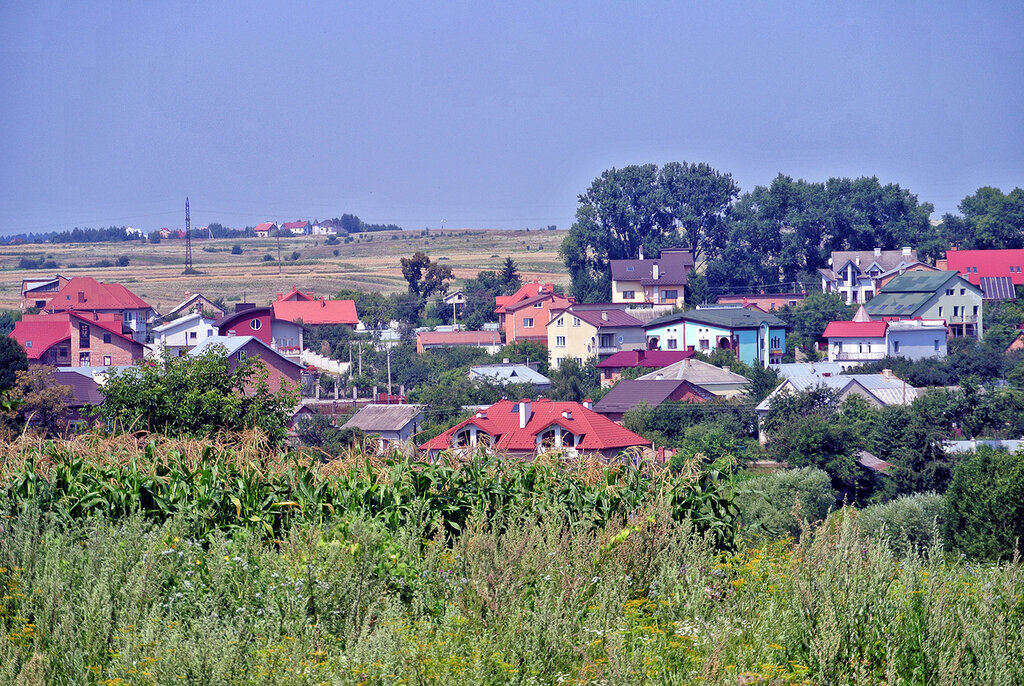
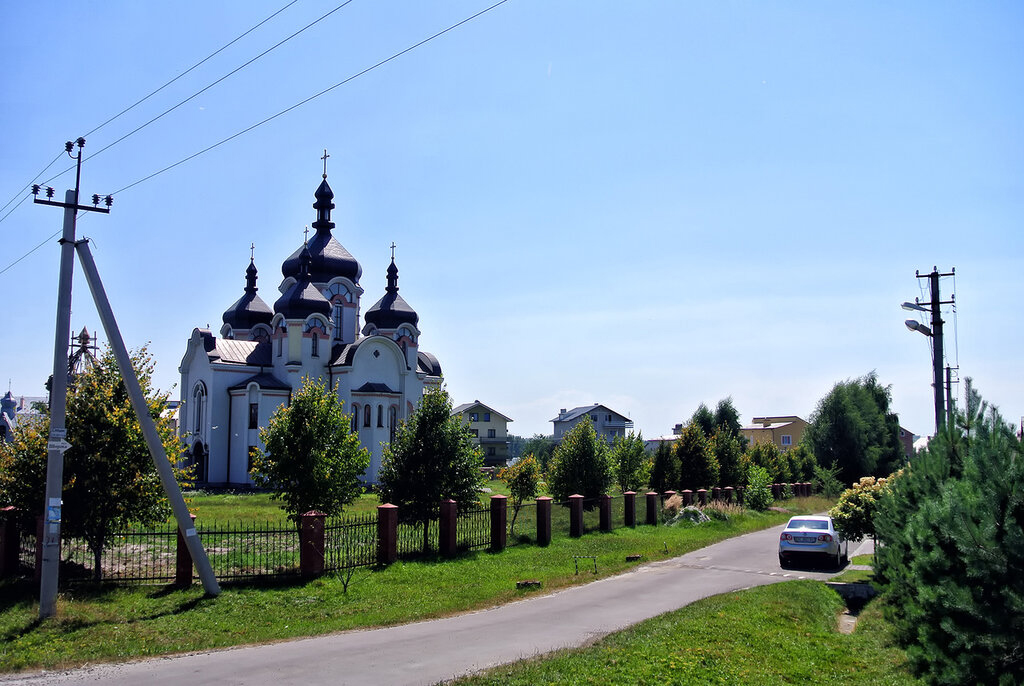
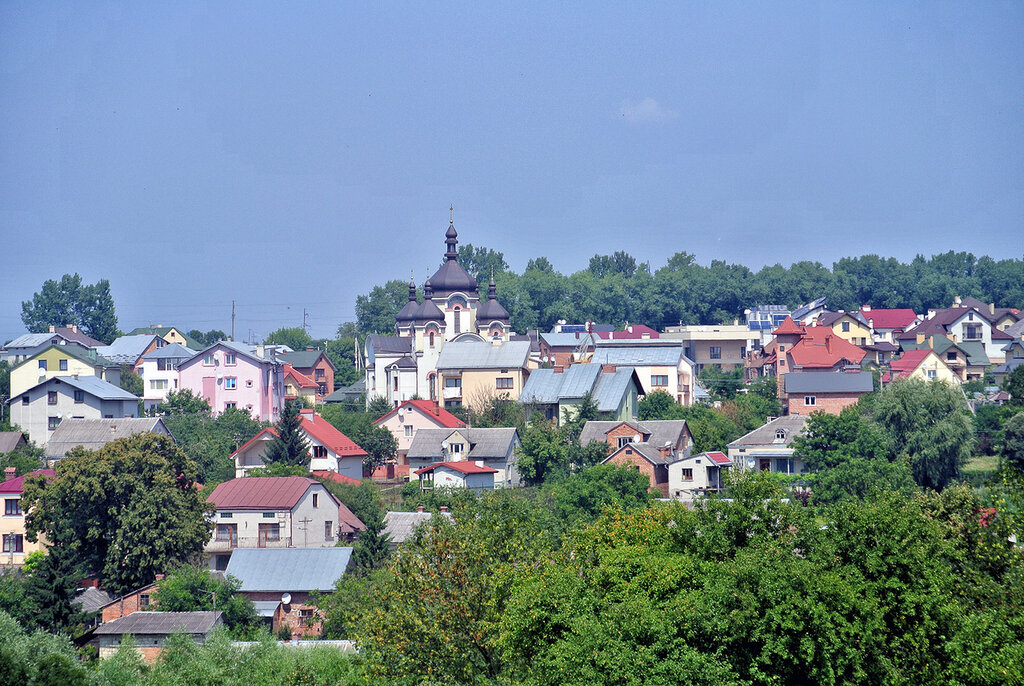
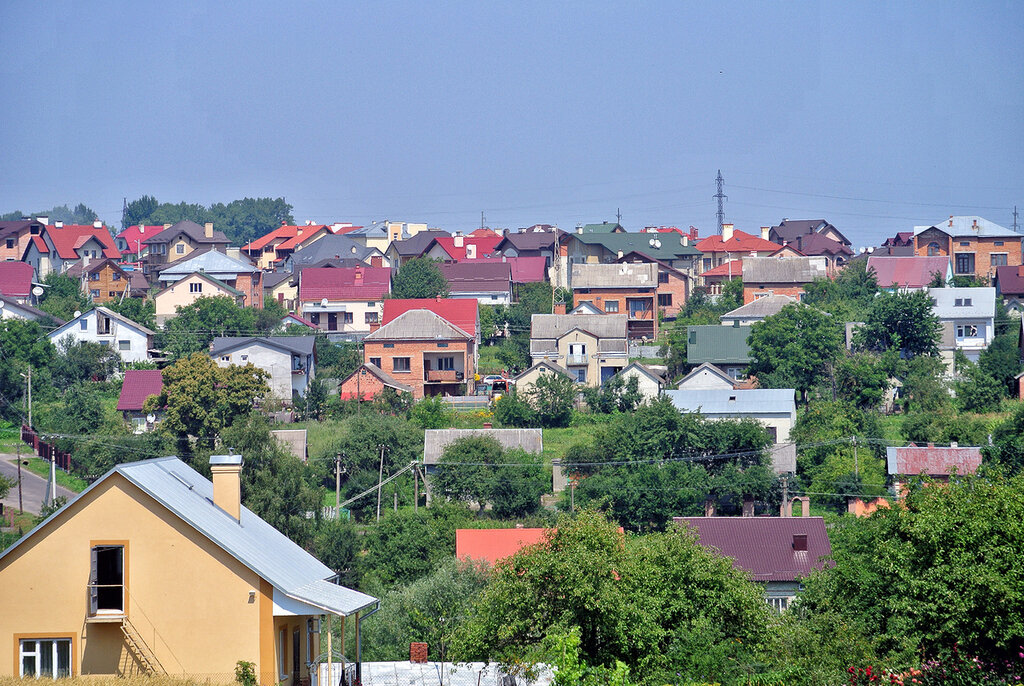
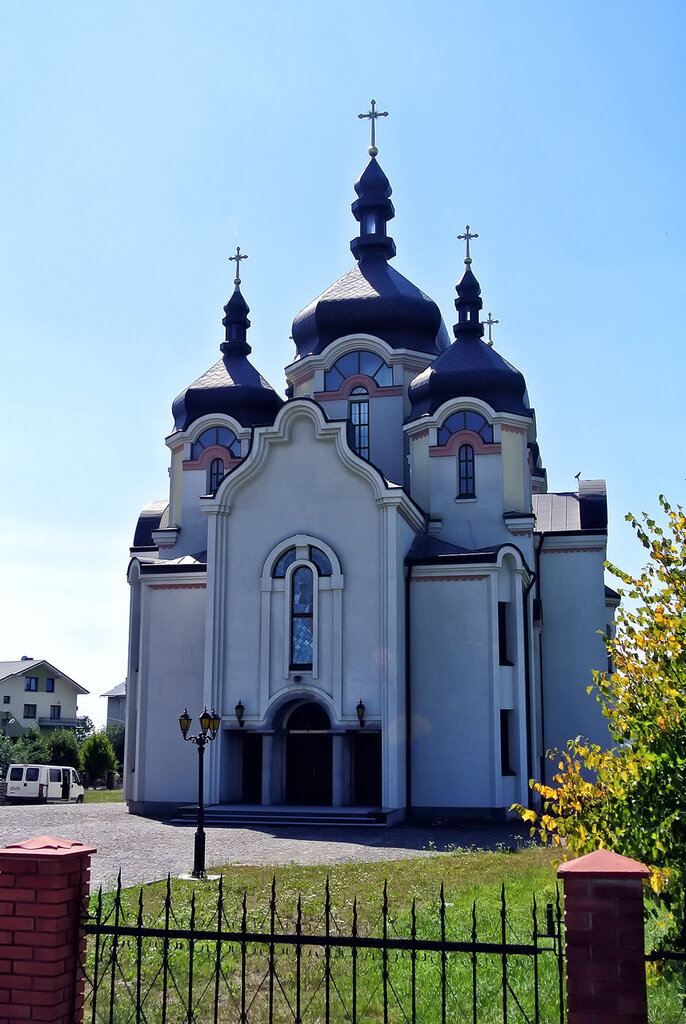
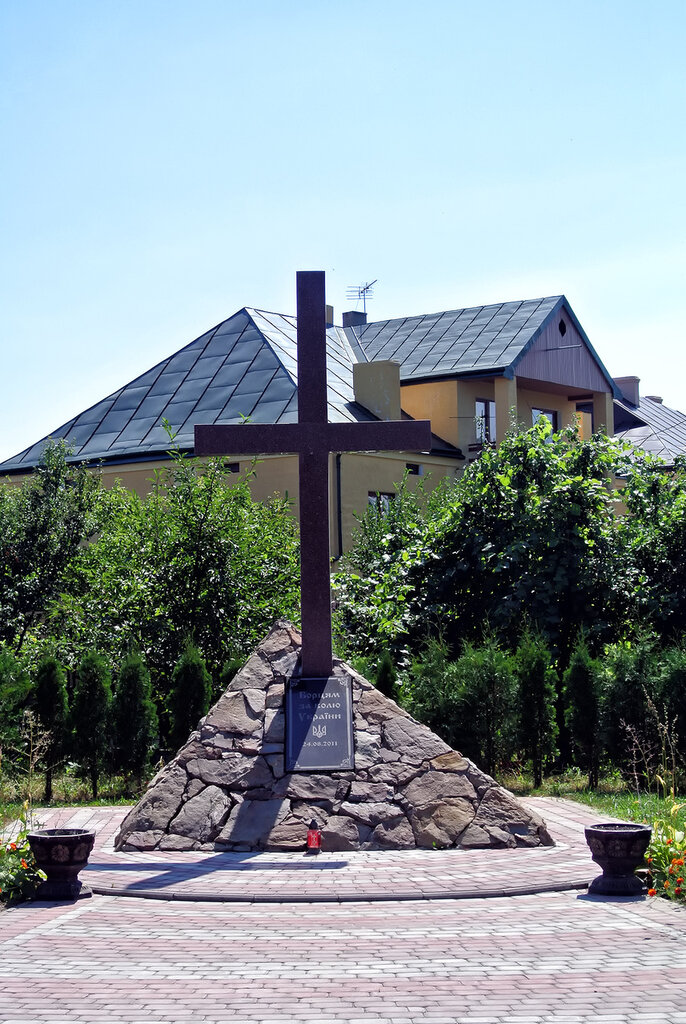
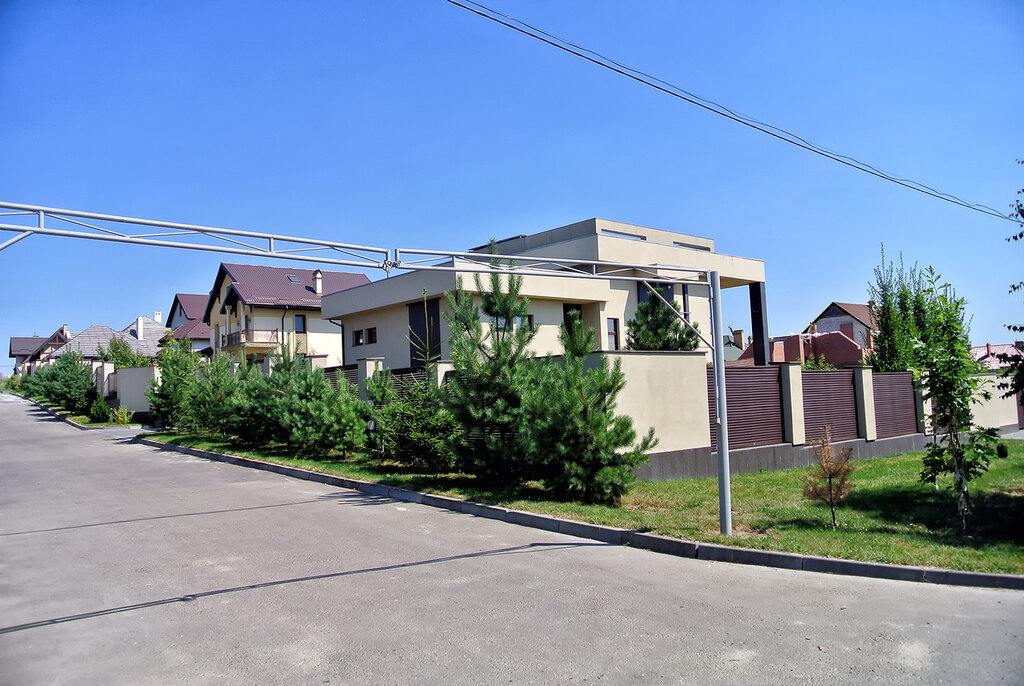
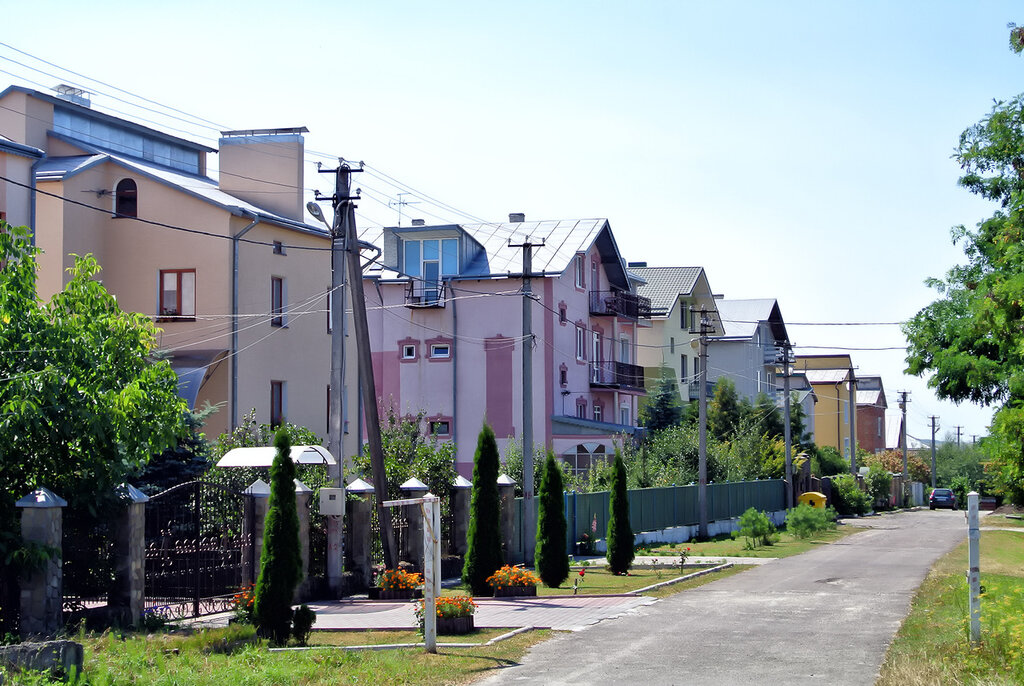
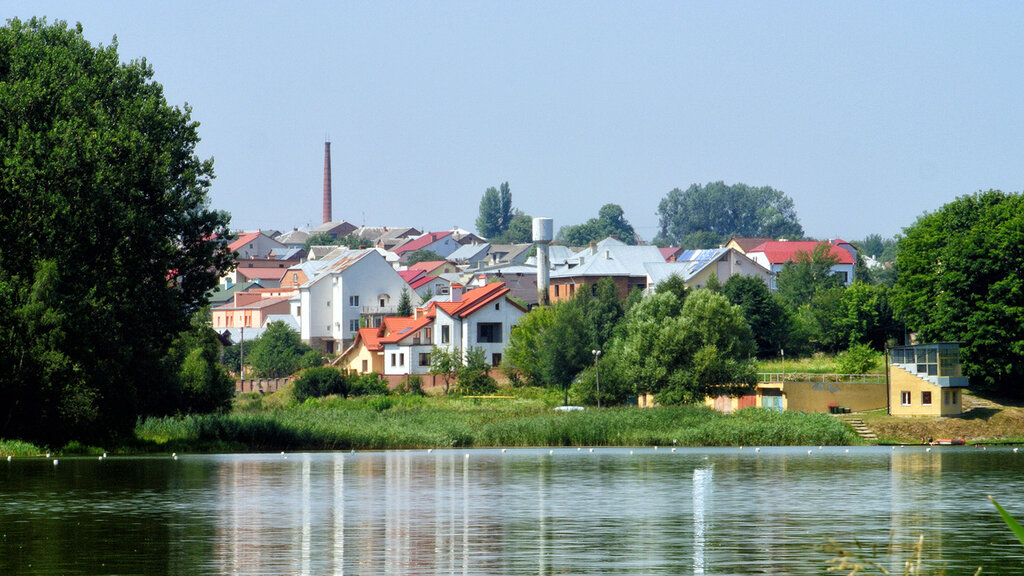

## Демографія
За даними всеукраїнського перепису населення 2001 року, у селі мешкало 633 особи. Мовний склад села був таким:
| Мова       | Кількість осіб | Відсоток |
| ---------- | -------------- | -------- |
| українська | 517            | 81.7     |
| російська  | 110            | 17.4     |
| білоруська | 4              | 0.7      |
| молдовська | 1              | 0.1      |
| польська   | 1              | 0.1      |

## Політичні симпатії
Результат голосування села на парламентських виборах 2019:
| Партія                                 | Відсоток |
| -------------------------------------- | -------- |
| Голос                                  | 34.2     |
| Слуга народу                           | 20.3     |
| Європейська Солідарність               | 19.9     |
| Всеукраїнське об'єднання «Батьківщина» | 5.6      |
| Сила і честь                           | 3.9      |
| Всеукраїнське об'єднання «Свобода»     | 3.0      |
| Об'єднання «Самопоміч»                 | 2.5      |

Результат голосування села у другому турі виборів президента України 2019:
| Кандидат                           | Відсоток |
| ---------------------------------- | -------- |
| Порошенко Петро Олексійович        | 61.3     |
| Зеленський Володимир Олександрович | 36.3     |
| недійсні                           | 2.4      |

## Спорт
На «львівській» околиці села діє спорткомплекс «ТВД-спорт», побудований будівельною компанією «ТВД».